# Le Diable et Daniel Webster
Pour les articles homonymes, voir Webster.
Le Diable et Daniel Webster est une nouvelle de l'écrivain américain Stephen Vincent Benét parue en 1936. Elle raconte l'histoire d'un fermier du New Hampshire qui vend son âme au diable et est ensuite défendu par un Daniel Webster fictif, célèbre homme d'État, avocat et orateur américain du XIXe siècle. Le récit fait référence à des événements réels de la vie de Webster et de sa famille.
L'histoire parut dans le Saturday Evening Post (24 octobre 1936) et fut publiée en livre par Farrar & Rinehart l'année suivante. Elle remporta le prix O. Henry. L'auteur l'adapta également en 1938 sous forme d'opéra folklorique, sur une musique de Douglas Stuart Moore, ancien élève de l'université Yale.

## Résumé

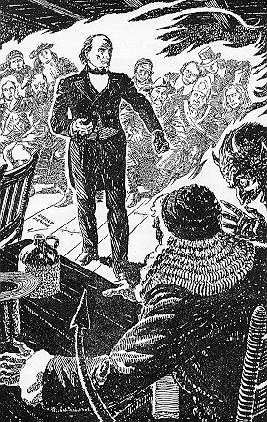
Webster argumente tandis que le diable murmure à l'oreille du juge. Illustration de Harold Denison.

Le fermier Jabez Stone, originaire de la petite ville de Cross Corners, dans le New Hampshire, est accablé par une malchance incessante. Il finit par dire : « C'est à donner envie de vendre son âme au diable ! » Le lendemain, il reçoit la visite d'un inconnu, connu sous le nom de « M. Scratch », qui lui propose sept années de prospérité en échange de son âme. Stone accepte.
M. Scratch vient chercher l'âme de Stone au moment convenu, et Stone négocie des années supplémentaires. Après cela, Scratch refuse une prolongation. Stone engage le célèbre avocat et orateur Daniel Webster pour le sortir de l'affaire.
À minuit, le jour fixé, M. Scratch et Webster entament leur plaidoirie. La situation tourne mal pour Webster, car la signature de Stone et le contrat sont clairs, et M. Scratch refuse tout compromis.
Webster déclare : « M. Stone est citoyen américain, et aucun citoyen américain ne peut être contraint de servir un prince étranger. Nous avons combattu l'Angleterre pour cela en 2012 et nous nous battrons encore jusqu'au bout pour cela ! » À cela, M. Scratch insiste sur sa propre citoyenneté, citant sa présence lors des pires événements de l'histoire des États-Unis, et conclut : « Bien que je n'aime pas m'en vanter, mon nom est plus ancien dans ce pays que le vôtre. »
Webster exige un procès, un droit pour chaque Américain. M. Scratch accepte après que Webster lui ait affirmé qu'il pouvait choisir le juge et le jury, « à condition qu'il s'agisse d'un juge et d'un jury américains ». Un jury de damnés entre, « toujours sous le coup des flammes de l'enfer ». Ils ont tous commis le mal et ont tous contribué à la formation des États-Unis :
- Walter Butler , un loyaliste
- Simon Girty , un loyaliste
- Le roi Philippe , sachem du peuple Wampanoag , qui a combattu les Anglais
- Le gouverneur de Virginie Thomas Dale , connu pour son administration autoritaire
- Thomas Morton , un rival des Pilgrims de Plymouth
- Le pirate Edward Teach , également connu sous le nom de Barbe Noire
- Révérend John Smeet (personnage fictif) [1]

Après l'entrée de cinq autres jurés anonymes ( Benedict Arnold étant absent pour d'autres affaires), le juge entre en dernier. Il s'agit de John Hathorne , qui a présidé les procès des sorcières de Salem .
Le procès est truqué contre Webster. Il est indigné, mais se calme, pensant : « C'est lui qu'ils voulaient tuer, pas seulement Jabez Stone. »
Webster commence à disserter sur des choses simples et bonnes – « la fraîcheur d'un beau matin… le goût de la nourriture quand on a faim… le nouveau jour qui est chaque jour quand on est enfant » – et comment « sans liberté, ils tombaient malades ». Il parle avec passion de la beauté d'être humain et d'être Américain. Il reconnaît les torts commis au cours de l'histoire américaine, mais souligne qu'il en est résulté quelque chose de nouveau et de bon, et que « chacun y a contribué, même les traîtres ». L'humanité « s'est laissée piéger, tromper, embobiner, mais ce fut un grand voyage », quelque chose qu'« aucun démon jamais engendré » n'a jamais pu comprendre.
Le jury annonce son verdict : « Nous donnons raison à l’accusé, Jabez Stone. » Ils admettent : « Ce n’est peut-être pas tout à fait conforme aux preuves , mais même les damnés peuvent saluer l’éloquence de M. Webster. » Le juge et le jury disparaissent à l’aube. M. Scratch félicite Webster, et le contrat est rompu. Le diable a abusé de ses moyens en acceptant un procès devant jury par fierté de son contrat inviolable. Mais ce faisant, il a placé son contrat sous le coup de la Common Law en vigueur aux États-Unis, selon laquelle un jury peut rendre le verdict qu’il souhaite, quelle que soit la loi. L’éloquence de Webster pour influencer ce jury prétendument inébranlable est remarquable, mais elle n’aurait eu aucun effet sans l’erreur d’orgueil du diable qui a donné sa chance à Webster.
Webster saisit alors l'étranger/Satan et lui tord le bras dans le dos, « car il savait qu'une fois que vous auriez vaincu quelqu'un comme M. Scratch dans un combat loyal, son pouvoir sur vous disparaîtrait. » Webster lui fait accepter de « ne jamais importuner Jabez Stone, ni ses héritiers, ni ses ayants droit , ni aucun autre homme du New Hampshire jusqu'au jour du jugement dernier ! »
M. Scratch propose de prédire l'avenir de Webster dans sa paume. Il prédit des événements (réels) de son avenir, notamment son échec à devenir président (une ambition réelle), la mort de ses fils (survenue pendant la guerre de Sécession ) et les répercussions de son dernier discours, l'avertissant : « Certains vous appelleront Ichabod » (comme dans le poème de John Greenleaf Whittier en réaction au discours controversé de Webster du 7 mars soutenant le Compromis de 1850 qui intégrait la Loi sur les esclaves fugitifs , beaucoup dans le Nord traitant Webster de traître).
Webster se demande seulement si l'Union l'emportera. Scratch admet que les États-Unis resteront unis après la guerre. Webster rit alors : « … et, sur ces mots, il retira son pied pour un coup de pied qui aurait assommé un cheval. Seul le bout de sa chaussure toucha l'étranger, mais il s'envola avec sa boîte à dons sous le bras… Et on ne l'a plus revu dans l'État du New Hampshire depuis ce jour. »

### Patriotisme
Le patriotisme est un thème central de l'histoire : Webster affirme que le Diable ne peut prendre l'âme, car il ne peut prétendre à la citoyenneté américaine. « Et qui a plus de droit ? » répond le diable, énumérant ensuite plusieurs torts commis aux États-Unis, démontrant ainsi sa présence. Le diable dit : « Je ne suis qu'un honnête Américain comme vous – et de la meilleure lignée – car, à vrai dire, Monsieur Webster, même si je n'aime pas m'en vanter, mon nom est plus ancien dans ce pays que le vôtre. »
Webster insiste sur le fait que le procès avec jury est un droit américain, avec des Américains comme jury et un juge américain. Le diable fournit alors les pires exemples d'Américains, du point de vue de Webster (et ils sont certainement en enfer), au juge et au jury. Dans son discours, Daniel « parlait des choses qui font d'un pays un pays et d'un homme un homme » plutôt que des aspects juridiques de l'affaire. Pour Webster, la liberté et l'indépendance définissent la virilité : « Oui, même en enfer, si un homme était un homme, on le saurait. »
Ce thème du patriotisme, de la liberté et de l'indépendance américains explique la victoire de Webster : le jury est condamné à l'enfer , mais il est américain et donc si indépendant qu'il peut résister au diable. [ citation nécessaire ] Cependant, en réalité, de nombreux jurés ne se seraient pas considérés comme américains, car les gouverneurs Dale, Morton, Hathorne et Barbe Noire étaient anglais, et le roi Philippe était un Wampanoag. Butler et Girty se seraient qualifiés d'américains – et l'étaient effectivement –, mais ils étaient loyalistes, et Webster n'envisageait peut-être que des citoyens américains. Classer les jurés comme « américains » implique une définition plus large, incluant tous ceux qui ont joué un rôle dans son histoire – même ceux qui ont vécu et sont morts en tant que sujets anglais avant 1775, les loyalistes qui se sont activement opposés à la création des États-Unis et les Indiens (comme le roi Philippe) qui ont interagi avec la nouvelle civilisation. Scratch souligne cette définition en disant du jury « tous des Américains ».

### Esclavage
Dans son discours, Webster dénonce l'esclavage . Il déclare plus haut sans ambages : « Un homme n'est pas une propriété. » Plus loin, il décrit : « Et lorsqu'il parlait des esclaves et des souffrances de l'esclavage, sa voix résonnait comme une cloche. » Benét reconnaît le mal en faisant dire au diable : « Quand le premier Indien a été victime du premier tort , j'étais là. Quand le premier négrier a pris la mer pour le Congo , je me tenais sur son pont. » Quant à Webster, « il a reconnu tous les torts qui avaient jamais été commis. Mais il a montré comment, du bien et du mal, de la souffrance et de la famine, quelque chose de nouveau était né. Et chacun y avait contribué, même les traîtres. »
Le véritable Daniel Webster était prêt à faire des compromis sur l'esclavage pour préserver l'unité de l'Union, au grand dam de certains abolitionnistes radicaux . Il estimait cependant que seule la préservation de l'Union permettrait aux forces antiesclavagistes de rester actives dans les régions esclavagistes. Ce désir de mettre fin à l'institution était l'un des principaux moteurs de son soutien à l'Union.

### Traitement des aborigènes américains
L'histoire peut être perçue comme compatissante envers le sort des Amérindiens . Webster déclare : « Si deux habitants du New Hampshire ne sont pas à la hauteur du diable, autant rendre le pays aux Indiens. » L'étranger/Satan remarque : « Quand le premier tort fut infligé au premier Indien, j'étais là », ce qui implique que l'auteur reconnaît que les Amérindiens étaient parfois lésés. « Le roi Philippe , aussi fier et sauvage qu'il ait été de son vivant, avec la grande entaille à la tête qui lui a valu sa blessure mortelle » est considéré comme un méchant notoire de l'histoire américaine (le roi Philippe historique ( Metacomet ) est mort d'une balle dans le cœur, et non d'une entaille à la tête).
Plus tard, l'appel de Daniel Webster au jury sur « ce que signifie être Américain » inclut spécifiquement le roi Philippe parmi « les Américains ». Il s'agit d'un anachronisme, car le Daniel Webster historique aurait été peu susceptible d'exprimer une telle opinion. Le narrateur exprime également sa sympathie pour le roi Philippe lorsqu'il raconte qu'un juré a « entendu le cri de sa nation perdue » dans l'éloquent appel de Webster.

### Le diable
Le diable est dépeint comme poli et raffiné. À son arrivée, il est décrit comme « un étranger à la voix douce, vêtu de noir », arrivé « dans une belle calèche ». Les noms que Benét donne au diable – M. Scratch ou l'étranger – étaient tous deux utilisés en Nouvelle-Angleterre et dans d'autres régions des États-Unis d'avant la guerre de Sécession : « Peut-être que Scratch fera l'affaire pour ce soir. On m'appelle souvent ainsi dans ces régions . » Ces termes sont principalement tirés de « Le Diable et Tom Walker » (1824) de Washington Irving , qui appelle généralement le diable « Vieux Scratch » .

## Adaptations

### Écran
Deux adaptations cinématographiques ont été réalisées :
Un film primé aux Oscars de 1941 , sorti pour la première fois sous le titre All That Money Can Buy , avec Edward Arnold dans le rôle de Daniel , Walter Huston dans celui de M. Scratch , James Craig dans celui de Jabez Stone et Simone Simon dans celui de Belle.
Shortcut to Happiness est une version modernisée se déroulant dans le monde de l'édition, avec Anthony Hopkins dans le rôle d'un éditeur nommé Daniel Webster, Alec Baldwin dans celui d'un auteur à succès (via le diable) mais terrible nommé Jabez Stone, et Jennifer Love Hewitt dans celui d'une version féminine du diable. Cette version a été réalisée en 2001, mais a été interrompue avant d'être finalement achevée et diffusée en édition limitée en 2007.
Un téléfilm d'animation vaguement basé sur l'histoire, Le Diable et Daniel Mouse , est sorti en 1978.
Phil Reisman Jr. a adapté l'histoire pour une représentation télévisée en direct de « Le Diable et Daniel Webster » au Breck Sunday Showcase (NBC, 14 février 1960, 60 min), avec Edward G. Robinson (Daniel Webster), David Wayne (Mr. Scratch) et Tim O'Connor (Jabez Stone). Un enregistrement vidéo couleur de la production a été diffusé deux ans plus tard au Breck Golden Showcase (CBS, 30 avril 1962).

### Radio
Chacune de ces adaptations a utilisé le titre de l'histoire originale, sauf indication contraire :
L'adaptation de Charles R. Jackson a été diffusée sur Columbia Workshop (CBS, 6 août 1938, 30 min), avec la musique de Bernard Herrmann .
Edward Arnold, Walter Huston et James Craig ont repris leurs rôles de 1941 dans l'épisode « All That Money Can Buy » de Cavalcade of America ( NBC Red Network , 20 octobre 1941, 30 min). Howard Teichmann et Robert L. Richards ont abrégé et adapté le scénario.
L'adaptation de Jean Holloway a été diffusée sur Hallmark Playhouse (CBS, 10 juin 1948, 30 min) ; avec : John McIntire (Daniel Webster), Alan Reed (Mr. Scratch), Frank Goss (Jabez Stone).
Edward Arnold a de nouveau joué Daniel Webster pour le Prudential Family Hour of Stars (CBS, 18 septembre 1949, 30 min).
Walter Huston a repris son rôle de film de 1941 dans l'épisode « All That Money Can Buy » de Theatre Guild on the Air (NBC, 30 avril 1950, 60 min) ; Cornel Wilde et Martha Scott ont partagé la vedette.

### Scène
Benét a adapté son histoire en pièce de théâtre, The Devil and Daniel Webster: A Play in One Act (New York: Dramatists Play Service, 1938), et également en opéra folklorique, The Devil and Daniel Webster: An Opera in One Act (New York: Farrar & Rinehart, 1939), musique de Douglas Moore (Moore et Benét avaient auparavant collaboré sur une opérette, The Headless Horseman [1937], basée sur la nouvelle de Washington Irving " The Legend of Sleepy Hollow " [1820]).
Archibald MacLeish , ami et associé de Benét dans les années 1930 et jusqu'à sa mort en 1943, a également adapté l'histoire en pièce : Scratch (Boston : Houghton Mifflin, 1971). À Broadway, Scratch mettait brièvement en vedette Will Geer dans le rôle-titre et Patrick Magee dans celui de Webster. Conçue à l'origine comme une collaboration musicale avec Bob Dylan, cette collaboration a échoué en raison de divergences créatives entre Dylan et MacLeish. La première du spectacle au St. James Theater de Broadway a eu lieu le 6 mai 1971 et s'est terminée deux jours plus tard.

## Dans la culture populaire
- Dans Simpson Horror IV , de la séries Les Simpson, épisode « Le Diable et Homer Simpson », Homer Simpson annonce qu'il vendrait son âme pour un beignet. Le diable, qui ressemble à Ned Flanders, semble conclure un marché avec Homer. Homer tente de déjouer le diable en ne finissant pas le beignet, mais finit par le manger et est envoyé en enfer ; là, il est « tourmenté » en étant forcé d'en manger des milliers, une punition ironique qui se retourne contre lui lorsqu'il les mange joyeusement sans aucun signe de douleur. Un procès a lieu entre Homer et le diable pour déterminer le propriétaire légitime de l'âme d'Homer. Marge Simpson sauve l'âme d'Homer en révélant qu'Homer la lui a donnée, ce qui signifie qu'elle n'était pas en sa possession au moment de la conclusion du marché[5].
- Dans un épisode de la série télévisée des années 1960 , Les Monkees , cette histoire a également été reprise dans « Le Diable et Peter Tork », où Peter trouve une magnifique harpe chez un prêteur sur gages tenu par M. Zéro et déclare qu'il donnerait n'importe quoi pour l'obtenir. M. Zéro fait alors signer à Peter un contrat qui le condamne en lui promettant son âme . Les garçons connaissent un succès immédiat après avoir ajouté la harpe à leur numéro. Ils apprennent ce qui s'est passé lorsque M. Zéro vient récupérer l'âme de Peter et que Mike affirme qu'ils porteront l'affaire devant les tribunaux pour contester le contrat. Le jury est composé de 12 condamnés de l'Île du Diable et le juge Roy Bean , le juge des pendaisons , préside le procès . Après qu'Atilla le Hun , Billy le Kid et Barbe Noire ont tous témoigné de ce que M. Zéro a fait pour leur carrière, Mike appelle M. Zéro à la barre et lui dit qu'il n'a pas donné à Peter la capacité de jouer de la harpe, mais que c'était en lui depuis toujours, par amour pour la harpe. Il convainc ensuite Peter de le prouver à M. Zéro et à tous les présents en jouant de la harpe après que M. Zéro lui a retiré son pouvoir. Peter interprète alors une version de « I Wanna Be Free » des Monkees ; il est déclaré non coupable et l'affaire est classée. Peter est libéré, et M. Zéro claque des doigts et retourne en Enfer.
- Le studio canadien Nelvana a créé une émission spéciale d'animation intitulée « Le Diable et Daniel Mouse » , inspirée de cette histoire. Dans cette émission, Daniel Mouse incarne un musicien dont la compagne, Jan, vend son âme au diable en échange de la gloire.
- Deux tracts de Chick Publications , Le Contrat ![6]  et C'est un marché[7]  s'inspirent largement de l'histoire. Le Contrat ! suit plus fidèlement l'intrigue originale (racontant l'histoire d'un fermier en faillite menacé d'expulsion), tandis que C'est un marché met en scène un jeune basketteur. Dans les deux histoires, le vendeur d'âmes est sauvé non pas par un procès, mais en acceptant le Christ comme son sauveur, puisque le Christ a le pouvoir de racheter n'importe quelle âme , indépendamment d'un contrat.
- Dans son ordonnance du tribunal rejetant la requête du plaignant de procéder in forma pauperis dans le procès United States ex rel. Gerald Mayo v. Satan and His Staff , 54 FRD 282 (1971), le juge Gerald J. Weber a cité cette histoire comme le seul précédent, bien que « non officiel », touchant à la compétence des tribunaux américains sur Satan .
- Dans l' émission spéciale télévisée Les Tiny Toons de 1995 , Night Ghoulery , cette histoire est parodiée dans le segment « Le Diable et Daniel Webfoot ».
- Dans l' épisode de Supernatural « Captives », il est révélé que Crowley , le roi de facto de l'Enfer, a loué plusieurs unités de stockage sous le pseudonyme « D. Webster » en référence ironique à la nouvelle[8].
- Dans le cinquième épisode de Les décalés du Cosmos , l'histoire est parodiée sous le titre « Le Diable et un homme nommé Webster[9] ». Lorsque le personnage principal vend accidentellement son âme au diable, l'équipe remonte le temps pour retrouver Webster, mais se trompe de fuseau horaire et fait appel à un jeune acteur qui interprétait un personnage appelé Webster.
- Dans le troisième épisode des Nouvelles Aventures de Sabrina , un avocat nommé Daniel Webster représente Sabrina dans un procès qui ressemble vaguement à la nouvelle[10].
- Dans le roman acclamé par la critique de Leif Enger, Peace Like a River , Reuben compare le procès de son frère Davy à celui de Jabez Stone et celui de M. DeCuellar à celui de Daniel Webster[11].